# Морозов, Дмитрий Ефремович
Дмитрий Ефремович Морозов (9 ноября 1904, Кудрявщино, Данковский район — 10 июня 1983) — советский архитектор, специалист по строительству гидротехнических сооружений. Лауреат Сталинской премии (1959) и Государственной премии РСФСР в области архитектуры (1969).

## Биография

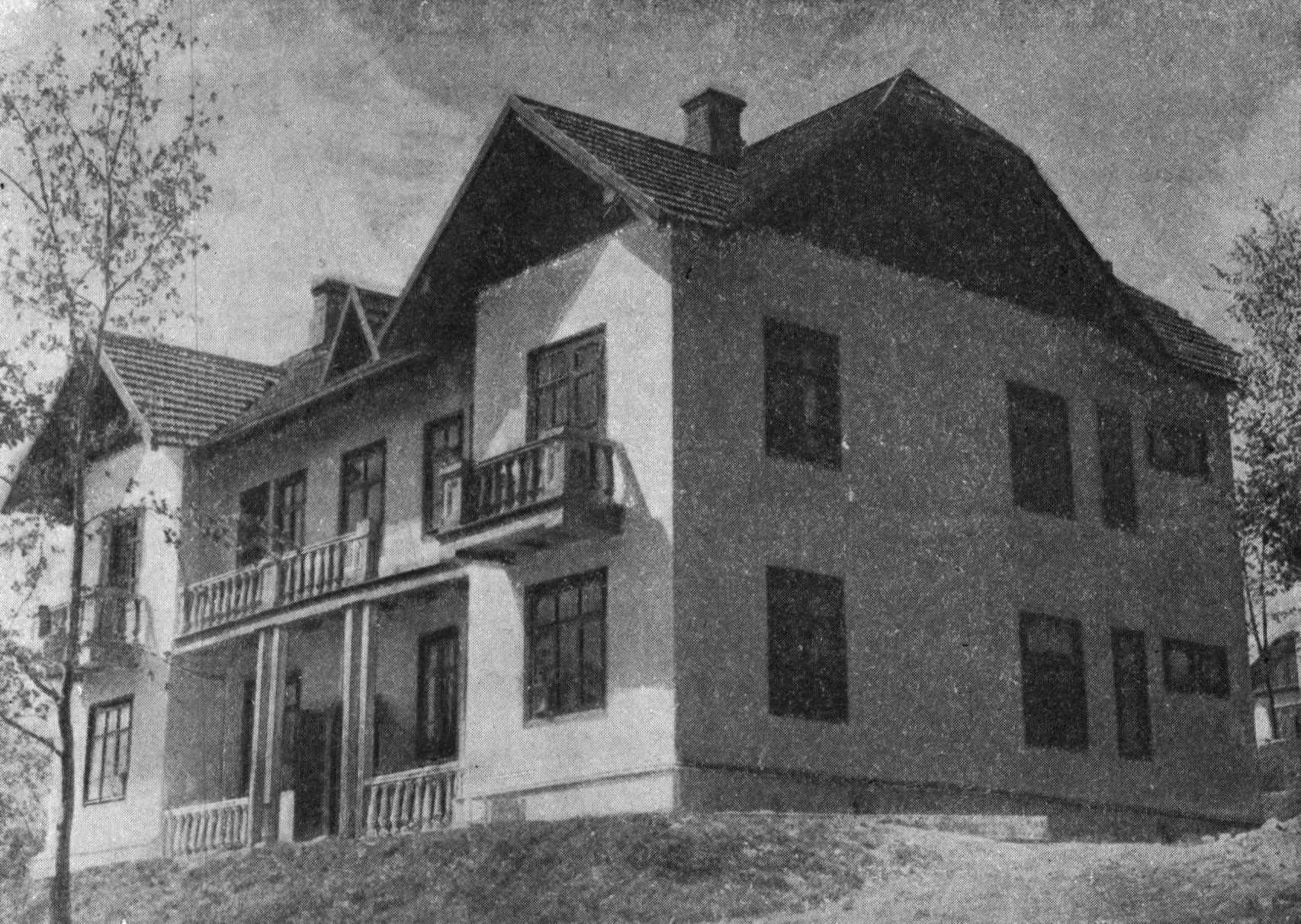
Жилой дом эксплуатационного посёлка Икшинского гидроузла

Дмитрий Морозов родился в деревне Барберка (ныне часть села Кудрявщино Липецкой области) 9 ноября 1904 года (по другим данным — 9 октября 1904 года). В 1925 году окончил школу фабрично-заводского ученичества в Павловском Посаде по специальности «ткач». В 1926—1931 годах работал на строительстве Глуховской мануфактур, Ногинского завод Грампластинок, завода «Электросталь». Занимал должности строительного рабочего, землекопа, бетонщика, арматурщика, старшего рабочего, техника.
В 1935 году окончил Московский архитектурный институт и три курса заочного гидротехнического института. Принимал участие в проектировании и строительстве шлюза № 6 канала Москва-Волга. В 1939 году вступил в Союз архитекторов СССР.
Принимал участие в Великой Отечественной войне. В годы войны участвовал в строительстве Нижнетагильского металлургического завода и Богословского алюминиевого завода. Проектировал комплекс сооружений Шекснинского гидроузла (здание ГЭС и посёлок ГЭС). Был одним из архитекторов Братской ГЭС на Ангаре. Принимал участие в строительстве Рыбинского гидроузла, Рыбинской и Угличской ГЭС.
С 1951 по 1971 год работал в институте «Гидропроект» начальником отдела. Затем работал в Московском архитектурном институте, в мастерской № 9 Гипрогора.
Помимо гидротехнических сооружений, среди его реализованных проектов жилые и административные здания, дворец культуры, вокзал, сооружения на Ярославской железной дороге. Принимал участие в комиссии по выборам в Верховный Совет СССР, Верховный Совет РСФСР, городские и сельские советы.
Умер 10 июня 1983 года.

## Награды
- Сталинская премия третьей степени (1951) — за архитектуру Верхневолжских гидроузлов (в составе коллектива)
- Государственная премия РСФСР в области архитектуры (1969) — за архитектуру комплекса Братской ГЭС на Ангаре (в составе коллектива)
- медаль «За трудовую доблесть» (1966) — за строительство Братской ГЭС[4]